# 物の怪
物の怪（もののけ）は、日本の古典や民間信仰において、人間に憑いて苦しめたり、病気にさせたり、死に至らせたりするといわれる怨霊、死霊、生霊など霊のこと。妖怪、変化（へんげ）などを指すこともある。

## 概要

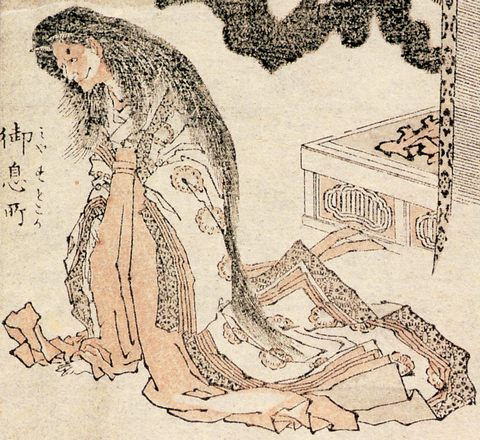
葛飾北斎画『北斎漫画』より「葵上」の題で描かれた六条御息所

物の怪の話は平安時代の文献に多く見られる。有名なものとしては『源氏物語』の第9帖「葵」で、葵の上に取り憑いた六条御息所の生霊が挙げられる。そのほか、『大鏡』『増鏡』などにも物の怪の記述が見られる。
医学知識の未発達だった当時は、物の怪による人間の病気に対し、僧侶や修験者が加持祈祷を行い、物の怪を「よりまし」と呼ばれる別の者（主に女中、小童など）に一時的に乗り移らせることで、物の怪を調伏して病気を平癒されるといったことが行われていた。この様子は『枕草子』や『紫式部日記』などに詳しく述べられている。また『続日本後紀』によれば、皇居内の物の怪に対し、60人もの僧侶が経を唱えたとある。また、陰陽師は元来は物の怪に対しては呪術を使わなかったが、11世紀後期以降になると陰陽師も物の怪に対応するようになり、公家の病気に際して泰山府君祭が行われるケースが現れるようになる。

## 言葉の原意
モノノケ（物の怪）などのモノは人間への対義としての「モノ」であり、全ての無物無生物、超自然的な存在を指すことが本義であった。転じて平安時代の『延喜式』文脈には、「疎ぶ物」「麁ぶ物」など災いや祟りを引き起こす悪神を「モノ」と表し、人間・生物に幸福安泰や恵みをもたらす善神の反対の概念と用いている。
漢字では「物」を当てる例が多く、民間の物語においてもモノノケ（物の気・物の怪）は登場し、多くは死霊・生霊の祟りを意味する例においても、上代からの「モノ」に繋がる思想概念を土台に発展したと考えられている。時代を遡るほど「モノ」から表現される超自然的な恐怖対象は広がり、多種多様な範囲を内包するに至ったのである。
なお、平安時代には仏教経典に描かれた鬼、中国の観念に基づく死霊を鬼とする概念、疫病を惹き起こすとされた疫鬼のイメージが区別をつけられる事なく、仏教経典の画像に由来した「鬼」の特徴（大きな身体、一つ目、大きな口、角、赤い褌、手足が三本指など）を持ったイメージで描かれていた。死霊や疫病との関係が密接であったモノノケも同じように「鬼」のイメージで描かれている例が多かったが、中には『山海経』に描かれていた長股・長臂などの異邦人に由来すると思われる画像など、鬼とは異なる系統に由来する画像も存在していた。これらは疫病などの厄災が海外から入ってくるというイメージから採用されたと思われ、また当時の人々がこうした画像を鬼の画像と共に恐怖の対象として見ていたとも考えられている。

## 歴史

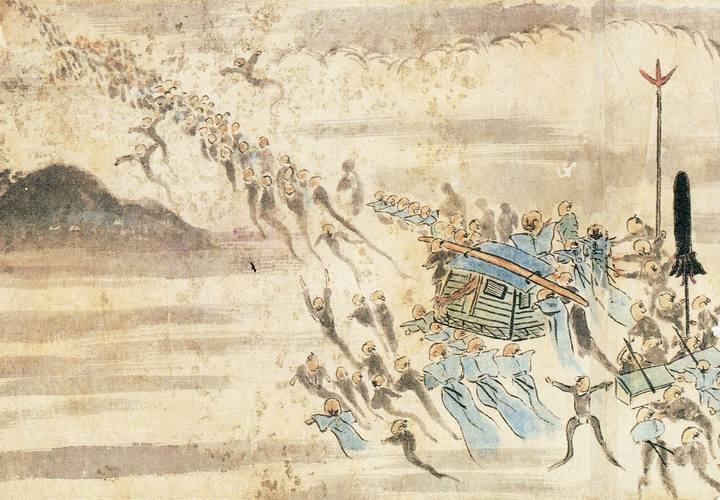
『稲亭物怪録』より「物怪帰去の事」

日本の文献上における初見は平安時代の『日本後紀』とされており、同時代の『日本紀略』での同書の引用によれば、天長7年（830年）閏12月の条の記述として「僧五口を請じ金剛般若経を読み奉る。兼ねて神祗官をして解除せしむ。物恠を謝するなり」とあり、同年8月壬申、同10年5月の条にも物の怪の記述がある。当時の古語では「もの」は鬼、精霊、荒魂（あらみたま）など、もしくは明確な実体を伴わない感覚的な存在のことを指しており、『大宝令』で疫病のことを「時気（ときのけ）』と書いているように「け」とは病気のことを指していたことから、「もののけ」とは「もの」によって生じる病気のことを指していたものと見られている。『枕草子』にも、病気の種類として「胸のけ」「脚のけ」「もののけ」の名が挙げられている。
「物の怪」の思想の下地として、平安初期の頃より日本では、様々な社会不安や病気を怨霊の祟りとする考えが生まれていた。延暦年間には相次ぐ皇族の病死や疫病の流行が早良親王の祟りといわれたことを始め、文献上では『日本現報善悪霊異記』に長屋王の怨念が多くの人々の死を招いたという説話があり、『続日本紀』に藤原広嗣の怨霊の記述がある。しかし当時は、まだそうした思想が有力ではなく、嵯峨天皇も遺戒で「世間之事、物怪あるごとに祟を先霊に寄す。是甚だ謂れ無き者也」と述べ、物の怪と怨霊との関連を強く否定していた。
その後『続日本後紀』に、撰者・春澄善縄の陰陽道の知識を反映し、物の怪のことが強く取り上げられた。承和年間には貴族社会が陰陽道の強い影響を受け、陰陽道の流行によって人々の間に怨霊の観念が植えつけられた。そのような折の延喜3年（903年）に菅原道真が死亡し、相次ぐ皇族や貴族の死、疫病の流行などが道真の祟りと恐れられ、物の怪が怨霊の祟りによって起こるものとする考えがより一層、強くなった。
後に藤原摂関家の時代になると、当時の貴族たちが栄華を誇った反面、繊細な性格を持ち合わせていたため、時代の敗者たちの怨みや復讐に対する恐れ、将来への危惧などから、物の怪に一層の恐れが抱かれるようになった。閉鎖的な宮廷社会を送っていた当時の貴族たちの精神も、物の怪への恐れを助長することとなった。こうしたことで物の怪自体が怨霊と考えられ、やがて疫病に加えて個人の死、病気、苦痛などのすべてが物の怪によるものと見なされ、その病気自体も物の怪と呼ばれるようになった。さらにその後、「もの」に対する恐怖の観念によって、病原体ともいえる生霊や死霊自体が「物の怪」と呼ばれたと考えられている。